# Ковельська виховна колонія № 201
 Ковельська виховна колонія  — виховна колонія управління Державної пенітенціарної служба України у Волинській області.

## Історія колонії
27 березня 1966 р. на основі наказу МОГП УРСР була створена Ковельська трудова колонія для неповнолітніх. Першим начальником колонії було призначено Сахарука Володимира Зосимовича. Вже в травні до установи почали прибувати перші неповнолітні засуджені. На початковій стадії існування в колонії утримувалось лише 70 вихованців. При колонії було відкрито загальноосвітню середню школу, директором якої було призначено Кириченка Івана Йосиповича.
Поступово почало здійснюватись будівництво виробничої бази колонії. На перших порах у штаті виробництва нараховувалось 8 майстрів і 1 старший майстер. Виробництво Ковельської виховної колонії для неповнолітніх готувалось до випуску своєї першої продукції. Поступово нарощувався випуск продукції, збільшувався її асортимент, розширювалася матеріальна база установи, зростали виробничі потужності.
У вересні 1969 р. директором школи призначено Качанова Івана Васильовича, який очолював колектив вчителів до 1985 р. і зробив вагомий внесок у розбудову матеріально-технічної бази школи та формування колективу фахівців-однодумців. В цей час в установі функціонувало 4 загони і в них нараховувалось по 160-180 вихованців.
Поступово, завдяки високій рентабельності виробництва, було розпочато будівництво житла для працівників установи. Перший будинок було здано в експлуатацію у 1970 р. по вул. Руднєва, другий - у 1972 р. по вул. Підколодного.
Для відпочинку і оздоровлення працівників та членів їх сімей у 1974 р. було здано в експлуатацію базу відпочинку "Чайка" на озері Світязь.
Поряд з цим, проводилось будівництво триповерхового приміщення школи для засуджених. З 1975 р. у новій школі в дві зміни вже могло навчатися з врученням відповідних документів: про середню освіту - 1539 учнів, про неповну середню - 1145 учнів .
У 1966 р. при установі було організоване професійно-технічне училище для підготовки спеціалістів із числа засуджених. Його першим директором було призначено Панька Петра Романовича. У 1975 р. працівники і учні ПТУ перейшли в нове сучасне приміщення, навчальні майстерні якого були розраховані на 175 місць. У цьому ж році директором училища призначено Камінського Євгена Андрійовича, який очолював його до 1998 р. Крім професій токаря і слюсаря, засуджені почали набувати професію газозварників, а з 1985 р. освоювати будівельні професії. Всього за час існування ПТУ при Ковельській ВТК підготовлено 7920 дипломованих спеціалістів. З 1998 р. ПТУ очолює Рекунович Геннадій Борисович.
Керівництво установи, її працівники дбали про розширення виробництва, здійснювалось будівництво нових виробничих приміщень. Так, у 1986-1987 рр. здано в експлуатацію механічні та свердлувальні цехи, освоювався випуск нової продукції, виготовлялись товари широкого вжитку.
Під керівництвом Ю. А. Беци в колонії проводилася планомірна кадрова політика. В установу прийшли спеціалісти з вищою освітою, що дало можливість підвищити організацію життєдіяльності колонії на якісно новий рівень.
У 1982 р. було побудовано 16-квартирний будинок, у 1986 р. введено в дію нове приміщення банно-прального комплексу для засуджених, у 1989 р. зданий в експлуатацію 50-квартирний будинок для працівників установи. У 1990 р. введено в дію нове 3-поверхове житлове приміщення для засуджених, де розмістились три загони. У жовтні 1991 р. вихованці і працівники установи отримали новий клуб на 500 місць, бібліотеку, книжковий фонд якої налічує понад 19 тисяч примірників, з них 5561 примірник художньої літератури. У березні 1992 р. введено в експлуатацію нову їдальню для вихованців на 145 місць.

## Сучасний стан
За останні роки налагоджене ефективне функціонування кімнати психоемоційного розвантаження для засуджених, оформлений і забезпечений всім необхідним для роботи окремий кабінет психолога, функціонує комп'ютерний клас у школі, здійснена реконструкція приміщень клубу для занять засуджених атлетичною гімнастикою, настільним тенісом та більярдом. Для працівників із 1995 р. функціонує їдальня за межами зони, що охороняється. З 1997 р. в установі відкрито магазин готової продукції, яка виготовляється на підприємстві.
Починаючи з 1992 р. підприємство Ковельської виховної колонії постійно бере участь у різноманітних виставках-ярмарках. Установа з 1995 р. є постійним учасником міжнародної виставки-ярмарки "Агро", що проводиться у с. Чубинське Київської області.
У різні роки установу очолювали:
В. 3. Сахарук, І. Й. Кириченко, Ю. О. Бец, М. 3. Кузьмич, О. М. Філаретов, О. В. Герасимчук, Ю. М. Михальчук.
На даний час її очолює  І. Д. Абрамчук.

## Адреса
45010 м. Ковель Волинської області, вул. Шевченка, 20